# Eugène Ruffy
Eugène Ruffy (Lutry, 2 de agosto de 1854 – Berna, 25 de octubre de 1919) fue un abogado y político suizo, miembro del Partido Radical Democrático (PRD).
Entre 1882 y 1885 fue diputado del Gran Consejo, el parlamento cantonal de Vaud, y posteriormente en el Consejo de Estado, donde desempeñó un papel importante en la fundación de la Universidad de Lausana. Asimismo, en 1882 fue elegido diputado del Consejo Nacional. A finales de 1893 accedió al Consejo Federal, donde permaneció seis años. Más tarde fue director de la Unión Postal Universal hasta su muerte. Su padre, Victor Ruffy, fue también Consejero Federal entre 1868 y 1869, y su nieto, también llamado Victor Ruffy, fue Consejero Nacional.

## Biografía

### Estudios, carrera y familia
Cuando nació, su padre era miembro del Consejo de Estado del cantón de Vaud. Fue elegido Consejero Federal en 1868, pero falleció cuando llevaba poco tiempo en el cargo. En aquel momento, su hijo Eugène tenía 15 años y vivía con el resto de la familia en Berna. Tras terminar el bachillerato, comenzó los estudios de Derecho en la Academia de Lausana, que continuó en las universidades de Leipzig, Heidelberg y París. Su pertenencia a la fraternidad estudiantil Helvetia, entonces de tendencia liberal de izquierdas, marcó sus convicciones políticas. Se licenció en 1877 y empezó a trabajar como pasante en el bufete de Louis Ruchonnet. Tres años más tarde se colegió como abogado. En 1886 se casó con la francesa Alice Mégroz, hija de un comerciante de seda de Lyon, con la que tuvo cinco hijos y cuatro hijas.

### Política cantonal y federal
Ruffy inició su carrera política a los 28 años dentro de las filas de los radicales. Tras ser elegido Consejero Federal su padrino Ruchonnet, fue candidato en las elecciones parciales del 22 de enero de 1882 para cubrir el escaño vacante de la circunscripción de Vaud-Este, en las que se impuso al liberal moderado Louis Rambert. Pocas semanas después de entrar en el Consejo Nacional, también consiguió escaño en las elecciones al Gran Consejo, el parlamento cantonal de Vaud, y en poco tiempo se convirtió en una de las principales figuras de los radicales a nivel cantonal. Durante los debates sobre la reforma de la Constitución cantonal, defendió con vehemencia la inclusión de la iniciativa constitucional. Tuvo un acalorado enfrentamiento con el liberal Edouard Secrétan, redactor jefe de la Gazette de Lausanne, hasta el punto de que este le retó a un duelo (aunque finalmente la policía intervino para impedirlo).
En 1885, fue elegido miembro del Consejo de Estado de Vaud. Asumió la dirección del Departamento de Instrucción Pública y Cultos y, en 1887, ostentó la Presidencia del Consejo.  El hito más importante de su mandato fue la creación de la Universidad de Lausana en 1890, heredera de la antigua Academia. El nombramiento como profesor del economista Vilfredo Pareto contribuyó a que la nueva universidad se consolidara rápidamente en el panorama académico. Ruffy elaboró una nueva ley de enseñanza secundaria, estableció la gratuidad del material escolar e introdujo un impuesto progresivo sobre los rendimientos del capital mobiliario.
El Consejero Federal Ruchonnet murió repentinamente en septiembre de 1893. Ruchonnet había estado promoviendo discretamente a Ruffy para que fuera su sucesor, motivo por el cual los radicales valdenses lo designaron candidato. Este tipo de nepotismo no despertó gran entusiasmo en la Suiza alemana. Tan sólo manifestaron abiertamente su disconformidad los liberales berneses 
(quienes no le perdonaron un encendido discurso contra la política ferroviaria del Consejero Federal Emil Welti y su supuesta oposición a la línea del Simplon), aunque finalmente decidieron no presentar un candidato propio. La prensa se burló del «viejo pasante del despacho de Ruchonnet» y especuló con la hipótesis de que los berneses pudieran necesitar los votos de los valdenses para que la elección de su propio candidato prosperara tras la previsible dimisión de Karl Schenk. El 14 de diciembre de 1893, sólo los radicales y los conservadores católicos votaron de manera relativamente cohesionada al candidato oficial, mientras que el grupo demócrata radical (el posterior PRD) mostró una profunda división. Ruffy obtuvo 87 de los 148 votos válidos en la primera votación (hubo 30 papeletas en blanco o nulas). Robert Comtesse recibió 17 votos, Paul Cérésole 10 y el resto 34. Hasta la elección de Eveline Widmer-Schlumpf en 2007, Ruffy fue, por tanto, el único descendiente de un Consejero Federal que ocupó también este cargo.

#### Consejero Federal
Tras tomar posesión de su cargo el 1 de enero de 1894, siguió viéndose lastrado por las controversias que surgieron en torno a su elección, por lo que nunca consiguió desvincularse de su condición de «sustituto» e «interino». En un primer momento asumió la presidencia del Departamento de Justicia y Policía de manos de su predecesor y mentor, Ruchonnet. En 1895, para dejar paso al bernés Eduard Müller, tuvo que trasladarse al Departamento del Interior, que encabezó hasta 1897. En 1898 fue Presidente de la Confederación, que en aquella época implicaba automáticamente la jefatura del Departamento Político por un período de un año, y en 1899 pasó a dirigir el Departamento Militar. Estos continuos cambios le impidieron dejar un legado duradero.

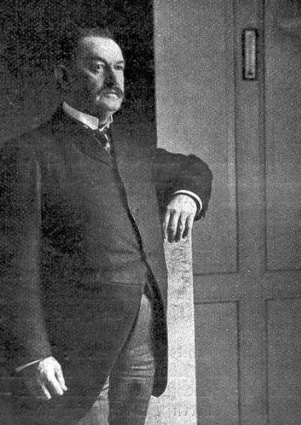
Eugène Ruffy (1900)

En su etapa al frente del Departamento de Justicia, trabajó por la unificación del derecho penal y abogó por la aprobación de una enmienda constitucional para la creación de un banco central. Siendo ministro del Interior, impulsó la instauración a a nivel federal de un seguro obligatorio de enfermedad y accidentes, pero se mostró contrario a la adopción de un sistema electoral proporcional. Durante su año como Presidente de la Confederación inauguró el Museo Nacional de Zúrich. Aunque previamente se había posicionado en contra, terminó apoyando plenamente a su colega Josef Zemp en el proceso de nacionalización de los ferrocarriles privados. El 10 de septiembre de 1898, durante su mandato presidencial, se produjo el asesinato de la emperatriz austríaca Isabel en Ginebra.

### Unión Postal Universal
Ruffy se sentía cada vez más frustrado por la imposibilidad de permanecer durante cierto tiempo en un mismo departamento. El 31 de octubre de 1899 presentó formalmente su dimisión, que se haría efectiva a finales de año. Aquel mismo día, sus colegas le eligieron Director de la Oficina Internacional de la Unión Postal Universal. Es posible que también entraran en juego consideraciones de tipo económico en dicha decisión, ya que el Neue Zürcher Zeitung publicó que el director de la Unión Postal Universal ganaba 18.000 francos al año, mientras que un Consejero Federal sólo ganaba 12.000. El 1 de enero de 1900 tomó posesión de su nuevo cargo, que ocupó hasta su muerte. Entre 1900 y 1909 fue vicepresidente del Congreso Postal Universal. En 1915, con motivo del 25 aniversario de la creación de la Universidad de Lausana, se le concedió el doctorado honoris causa.